# Motonáutica nos Jogos Olímpicos de Verão de 1908
Desportos a motor fizeram parte dos Jogos Olímpicos de Verão de 1908, em Londres com três eventos de motonáutica.
Foi a única fez na história olímpica que um esporte a motor foi disputado oficialmente, após terem sido um esporte de demonstração em Paris 1900.
Os três eventos ocorreram na mesma distância, cinco voltas em um percurso de oito milhas náuticas, totalizando 40 milhas náuticas. Em todos os eventos apenas um bote completou o percurso, sendo distribuídas apenas três medalhas de ouro. As disputas ocorreram entre 28 e 29 de agosto.

## Eventos
- Classe A - aberto
- Classe B - abaixo de 60 pés
- Classe C - 6,5-8 metros

## Medalhistas

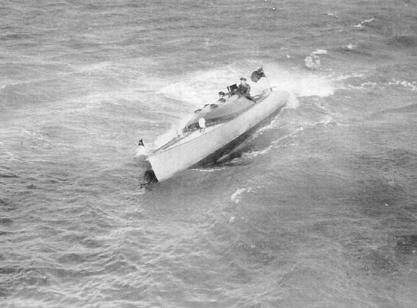
Um dos barcos britânicos durante a prova.

| Evento                               | Ouro                                                                                    | Prata  | Bronze |
| ------------------------------------ | --------------------------------------------------------------------------------------- | ------ | ------ |
| Classe A - aberto detalhes           | Emile Thubron (Camille) FRA França                                                      | nenhum | nenhum |
| Classe B - abaixo de 60 pés detalhes | Isaac Thomas Thornycroft Bernard Redwood John Field-Richards (Gyrinus) GBR Grã-Bretanha | nenhum | nenhum |
| Classe C - 6,5-8 metros detalhes     | Isaac Thomas Thornycroft Bernard Redwood John Field-Richards (Gyrinus) GBR Grã-Bretanha | nenhum | nenhum |

## Resultados

### Classe A - aberto
A classe aberto foi realizada no primeiro dia de competições em 28 de agosto. Dois botes iniciaram o percurso, o Wolseley-Siddely e o Dylan, ambos do Reino Unido. Na primeira volta o Dylan abandonou a prova e o Wolseley-Siddely terminou em primeiro sem completar a corrida.
A segunda parte da prova foi realizada no dia seguinte com duas provas. Wolseley-Siddely e Camille iniciaram o percurso, porém o bote britânico abandonou a prova e os franceses do Camille completaram sozinhos, conquistando o ouro.

### Classe B - abaixo de 60 pés
A classe B disputou-se em 28 de agosto, antes da classe aberto (A). Apenas dois botes alinharam-se para a largada, o Quicksilver e o Gyrinus, ambos do Reino Unido. Um vazamento de água no barco Quicksilver fez com que os tripulantes abandonassem a prova. O Gyrinus passou por um problema semelhante, mas conseguiu completar o percurso e conquistar a medalha de ouro.

### Classe C - 6,5-8 metros
Na prova realizada em 29 de agosto, o bote britânico Gyrinus, campeão no dia anterior da classe B, novamente alinhou-se no gride de largada para a disputa da classe C. Seu único rival na prova foi o bote também britânico Sea Dog, que com problemas mecânicos abandonou a disputa. O Gyrinus completou o percurso sem maiores problemas e conquistou o segundo ouro em dois dias.

## Quadro de medalhas
| Ordem | País             | Medalha de ouro | Medalha de prata | Medalha de bronze |   |
| ----- | ---------------- | --------------- | ---------------- | ----------------- | - |
| 1     | GBR Grã-Bretanha | 2               |                  |                   | 2 |
| 2     | FRA França       | 1               |                  |                   | 1 |
| TOTAL | TOTAL            | 3               | 0                | 0                 | 3 |